# 두산건설
두산건설(斗山建設, Doosan Engineering & Construction)은 대한민국의 건설 기업이다. 1976년 설립되어 도로, 철도, 교량, 항만, 건축물, 주거시설 등의 사회 인프라 시설들을 건립했다.

## 기업연혁

### 현대그룹
고려산업개발주식회사는 현대건설 및 현대산업개발과 함께 현대그룹의 건설사업부문에서 중요한 역할을 담당하였던 기업이다.

#### 한국포장건설 주식회사
- 1976년 3월 16일 설립(토건 및 레미콘, 아스콘 제조)
- 1976년 4월 토목건축공사 면허 취득
- 1979년 12월 도로건설포장공사업 면허 취득, 전기공사업 면허취득0
- 1980년 1월 레미콘사업 착수(관악, 염창공장)
- 1983년 3월 인천공장 신설(레미콘 제조)
- 1984년 4월 대전공장(레미콘, 아스콘 제조)
- 1984년 6월 울산공장 신설(레미콘 제조)
- 1984년 9월 부산공장 신설(레미콘, 아스콘 제조)
- 1985년 3월 30일 고려산업개발 주식회사에 흡수 합병됨.

#### 고려산업개발 주식회사
- 1976년 4월 7일 고려항만개발(주) 설립
- 1983년 11월 1일 서산지구 간척농지 개발사업 참여 (현대건설과 공동)
- 1984년 12월 30일 고려산업개발(주)로 상호 변경
- 1985년 3월 30일 한국포장건설(주) 흡수 합병
- 1986년 3월 1일 이천공장 신설(레미콘 제조)
- 1986년 3월 서산지구 간척지 영농사업 개시
- 1986년 5월 1일 석수골재사업소 사업개시
- 1987년 5월 11일 한강골재사업소 사업개시
- 1987년 10월 1일 안양공장 신설(레미콘 제조)
- 1987년 8월 22일 노조설립(전국화학노조 연맹 가입)
- 1988년 4월 29일 주택건설사업자 등록
- 1989년 1월 1일 서산 영농사업소 현대건설로 업무 이관
- 1994년 9월 6일 철강재설치공사 면허취득
- 1995년 2월 1일 아산공장 신설(레미콘 제조)
- 1996년 1월 30일 증권거래소 주식상장, 광주공장 신설(레미콘 제조), 이천공장 폐쇄(레미콘 제조), 순천공장 신설(레미콘 제조)
- 1998년 8월 11일 현대알루미늄공업(주) 및 (주)신대한과 합병으로 언양공장(알루미늄 압연), 금형공장(금형 제조), 춘천공장(전선 제조) 합병취득
- 1998년 12월 31일 현대리바트(주) 합병, 용인공장 합병취득(가구 제조)
- 1999년 3월 1일 영통사업소(레미콘 제조) 신설
- 1999년 6월 5일 최대주주 변경(현대산업개발 → 현대자동차)
- 1999년 7월 14일 레미콘(KOLAS) 인증획득(레미콘원자재 시험기관 지정, 산업자원부)
- 1999년 7월 30일 Y2K 인증취득(한국 Y2K 인증센터)
- 1999년 7월 31일 가구사업부문 종업원지주사로 분사 (주식회사 리바트)
- 1999년 11월 22일 '99년 경영혁신대상 경영대상 수상(한국능률협회)
- 1999년 12월 8일 익산공장(폴리에틸렌파이프 제조) 신설
- 2000년 3월 24일 기술용역업 사업목적추가
- 2000년 6월 3일 본사사옥 이전(무교동 96번지 현대빌딩)
- 2000년 6월 12일 최대주주 변경(현대자동차 → 현대중공업)
- 2001년 2월 23일 염창공장(레미콘) 매각
- 2001년 3월 2일 부도 발생
- 2001년 3월 20일 회사정리절차 개시 신청
- 2001년 3월 24일 회사재산 보전처분 결정
- 2001년 3월 29일 기타 남북경제협력사업 사업목적 추가
- 2001년 4월 16일 회사정리절차 개시 결정
- 2001년 8월 1일 현대 계열에서 분리됨
- 2001년 11월 22일 회사정리계획안 인가 결정
- 2001년 12월 28일 최대주주 변경(현대중공업 → 평화은행)
- 2002년 2월 7일 최대주주 변경(평화은행 → 서울보증보험)
- 2002년 7월 2일 M&A를 위한 회사매각 공고
- 2003년 12월 19일 회사정리계획변경계획안 인가
- 2004년 1월 10일 회사정리절차 종결

### 두산그룹
두산중공업과 두산건설이 컨소시엄을 이루어 옛 현대 계열사인 고려산업개발을 인수하였고, 얼마 뒤 두산건설과 고려산업개발이 합병하여 두산산업개발주식회사라는 이름의 국내 수위권의 건설사로 도약하였다. 두산산업개발주식회사는 곧 두산건설로 회사 이름이 변경된다.

#### 두산건설 주식회사 (1960~2004)
- 1960년 7월 1일 불입 자본금 5백만원으로 회사 설립
- 1961년 3월 10일 건설업 면허 취득(제1488호)
- 1975년 11월 27일 우리사주조합 결성
- 1975년 12월 9일 주식 상장
- 1976년 2월 16일 이집트 카이로 공사 수주 진출
- 1976년 6월 18일 해외건설업(토목공사업2호, 건축공사업3호) 면허취득
- 1976년 8월 31일 해외건설 특수공사 면허 취득
- 1977년 8월 1일 사우디아라비아 공사수주 진출
- 1978년 11월 25일 사우디아라비아 리야드지점 설치
- 1978년 12월 21일 카이로 현지법인 설치
- 1980년 6월 11일 해외건설 전기공사 면허취득
- 1980년 8월 23일 뉴욕지점 설치
- 1982년 3월 23일 국내 F.E.D공사 진출(동두천 상수도 정수 시설공사)
- 1982년 6월 18일 철탑산업훈장 수상
- 1987년 8월 18일 두산기업 출자(30억원)
- 1989년 10월 6일 중앙고속도로 (제7공구) 공사수주 (262억 2900만원)
- 1990년 6월 17일 기업부설연구소 인정 (과학기술처)
- 1990년 11월 14일 전국품질관리대회 연구팀장 VE부문 최우수상 수상
- 1990년 12월 8일 제2경인고속도로 2공구 수주(245억원)
- 1992년 5월 12일 제2경인고속도로 1공구 수주 (512억 8200만원)
- 1993년 2월 26일 제33회 정기주주총회를 통해 두산건설주식회사로 상호 변경
- 1993년 10월 8일 구로 제6구역 재개발사업 수주 (754억 8700만원)
- 1994년 4월 16일 봉천동 8구역 재개발사업 수주 (1,700억원)
- 1994년 6월 21일 이집트 아스완호텔공사 수주(224억원)
- 1994년 6월 22일 분당선 왕십리-분당간 복선전철 노반시설공사 제5공구 수주 (467억 2천만원)
- 1994년 7월 9일 석관동 두산아파트 신축공사 사업승인 (1,500억원)
- 1994년 10월 21일 충남 서산단지 개발사업 수주 (약 1,000억원)
- 1995년 1월 16일 잠실시영아파트 재건축사업수주(1,250억원)
- 1995년 6월 30일 서울외곽순환도로 제10공구 건설공사 수주(227억원)
- 1996년 3월 26일 경부고속철도 제1-1공구 노반시설기타공사 수주(693억)
- 1996년 11월 15일 대전-진주간 고속도록 제3공구 수주(463억)
- 1997년 3월 11일 중부고속도로 확장공사 수주(하남-호법간) (761억)
- 1997년 7월 1일 공공공사 수주금액 1조원 돌파
- 1997년 9월 10일 중부내륙고속 5공구(여주-구미) 수주(907억)
- 1997년 12월 5일 대전도시철도 1-2공구 수주(290억)
- 1998년 2월 13일 서울외곽 10공구 우수시공업체로 선정
- 1998년 6월 30일 두산개발(주) 건설부문 영업 양수
- 1998년 11월 1일 이화령터널 준공(3년11개월 소요)
- 1999년 6월 11일 중부내륙고속도로6-1공구 수주(444억원)
- 1999년 12월 6일 광주순환도로 우선협상자지정
- 2000년 6월 2일 월곡Hill's Vill 두산아파트 국내최초 그린빌딩 시범인증 아파트 선정
- 2000년 12월 12일 한국중공업 인수 성공
- 2001년 5월 4일 두산엔지니어링 합병
- 2001년 7월 13일 잠실시영아파트 재건축공사 수주(1,385억원)
- 2001년 12월 4일 고속국도 제1호선 부산 ~ 언양간 확장공사 수주(950억원)
- 2002년 4월 9일 분당구 정자동 두산 위브 센티움 오피스텔 신축공사 수주(1,924억원)
- 2002년 4월 20일 부산 해운대 주공아파트 재건축 공사 수주(1,100억원)
- 2002년 5월 30일 경부고속철도 11-1공구 노반 신설공사 수주(865억원)
- 2002년 6월 5일 경부고속철도 14-1공구 노반 신설공사 수주(1,135억원)
- 2002년 10월 8일 경부고속철도 10-5공구 노반 신설공사 수주(678억원)
- 2003년 2월 8일 경부고속철도 제11-4공구 노반신설 기타공사 수주(405억원)
- 2003년 2월 18일 부산~거제간 연결도로 민간투자사업 실시협약 체결(1,734억원)
- 2003년 3월 18일 가음정 주공아파트 재건축공사 수주(1,022억원)
- 2003년 6월 24일 안양 석수 한신아파트 재건축공사 수주(888억원)
- 2003년 7월 16일 매일경제신문 2003년 '살기 좋은 아파트' 최우수상 수상
- 2003년 8월 22일 고려산업개발(주) M&A를 위한 양해각서(MOU) 체결
- 2003년 10월 15일 부천 중동 주거복합 신축공사(2공구) 수주(2,078억)
- 2003년 12월 31일 대전광역시 2003년도 우수시공업체 선정
- 2004년 2월 13일 고려산업개발(주)와의 피 흡수합병 계약 체결
- 2004년 3월 26일 고려산업개발(주)와의 피 흡수 합병 계약체결 주주총회 승인
- 2004년 4월 30일 고려산업개발(주)으로 피 흡수 합병
- 2004년 5월 6일 두산건설(주) 해산등기

#### 두산산업개발 주식회사
- 2004년 2월 2일 고려산업개발주식회사가 두산 계열로 편입됨
- 2004년 3월 26일 두산건설주식회사와의 합병계약 승인 주주총회 개최
- 2004년 4월 30일 고려산업개발주식회사에서 두산건설주식회사를 흡수 합병함
- 2004년 5월 6일 두산건설주식회사 흡수합병 등기. 고려산업개발(주)에서 두산산업개발(주)로 상호 변경
- 2004년 8월 23일 두산기업주식회사와의 소규모합병승인 이사회 결의
- 2004년 10월 1일 두산기업주식회사 흡수 합병
- 2004년 10월 5일 두산기업주식회사 흡수 합병 등기
- 2005년 2월 1일 유화사업부문 양도
- 2005년 8월 1일 알루미늄 사업부문 양도
- 2006년 12월 21일 레저사업부문 및 레미콘 사업부문 물적분할

#### 두산건설 주식회사
- 2007년 3월 16일 두산산업개발주식회사의 사명을 두산건설주식회사로 상호 변경
- 2010년 11월 4일 두산메카텍주식회사 흡수합병
- 2013년 4월 17일 두산중공업(주)의 HRSG사업부문 양수
- 2014년 1월 14일 (주)렉스콘을 흡수합병
- 2014년 3월 17일 최대주주 두산중공업주식회사에서 두산건설의 지분 57.58% 소유
- 2018년 5월 9일 중부내륙선 이천~문경 철도건설 제9공구 노반신설 기타공사 수주(694.1억원)

## 브랜드
두산건설의 아파트 브랜드인 두산위브(We've)는 2001년 만들어졌으며, 브랜드의 의미는 모든 것을 다 가진 풍요로운 삶을 뜻한다. 아파트 브랜드 외에 오피스텔 브랜드로 두산위브센티움, 초고층 고급 주상복합 브랜드로 두산위브더제니스 등이 있으며, 상설 주택전시관인 ‘아트스퀘어’가 도곡동에 위치해 있다. ‘아트스퀘어’는 국내 건설 업계 최초로 2009년 세계 3대 디자인 공모전인 독일 레드닷 디자인 어워드 및 독일 iF communication design award에서 수상작으로 선정되었다.

## 두산중공업의 지원
2013년 2월 4일 자금난으로 인해 최대주주인 두산중공업과 두산그룹 오너 일가가 총 1조원에 해당하는 지원을 결정했다. 두산중공업은 5,716 억 규모의 배열회수보일러회사인 HRSG 사업을 두산건설에 현물출자한다.

## 주요 사업
- 두산위브더제니스 (초고층 주상복합 아파트 브랜드)
- 신분당선 (건설출자사)[3]

## 단지 현황

### 경상남도

#### 창원특례시

##### 진해구
| 단지 이름               | 소재지               | 세대 | 입주        | 난방 방식 |
| ----------------------- | -------------------- | ---- | ----------- | --------- |
| 창원 메가시티 자이&위브 | 창원시 진해구 여좌동 | 2638 | 2028년 12월 |           |

## 같이 보기
- 대한건설협회
- 해외건설협회
- 국토교통부
- 건설워커